# Láda
Ez a szócikk a bútordarabról szól. A települést lásd itt: Láda (település).

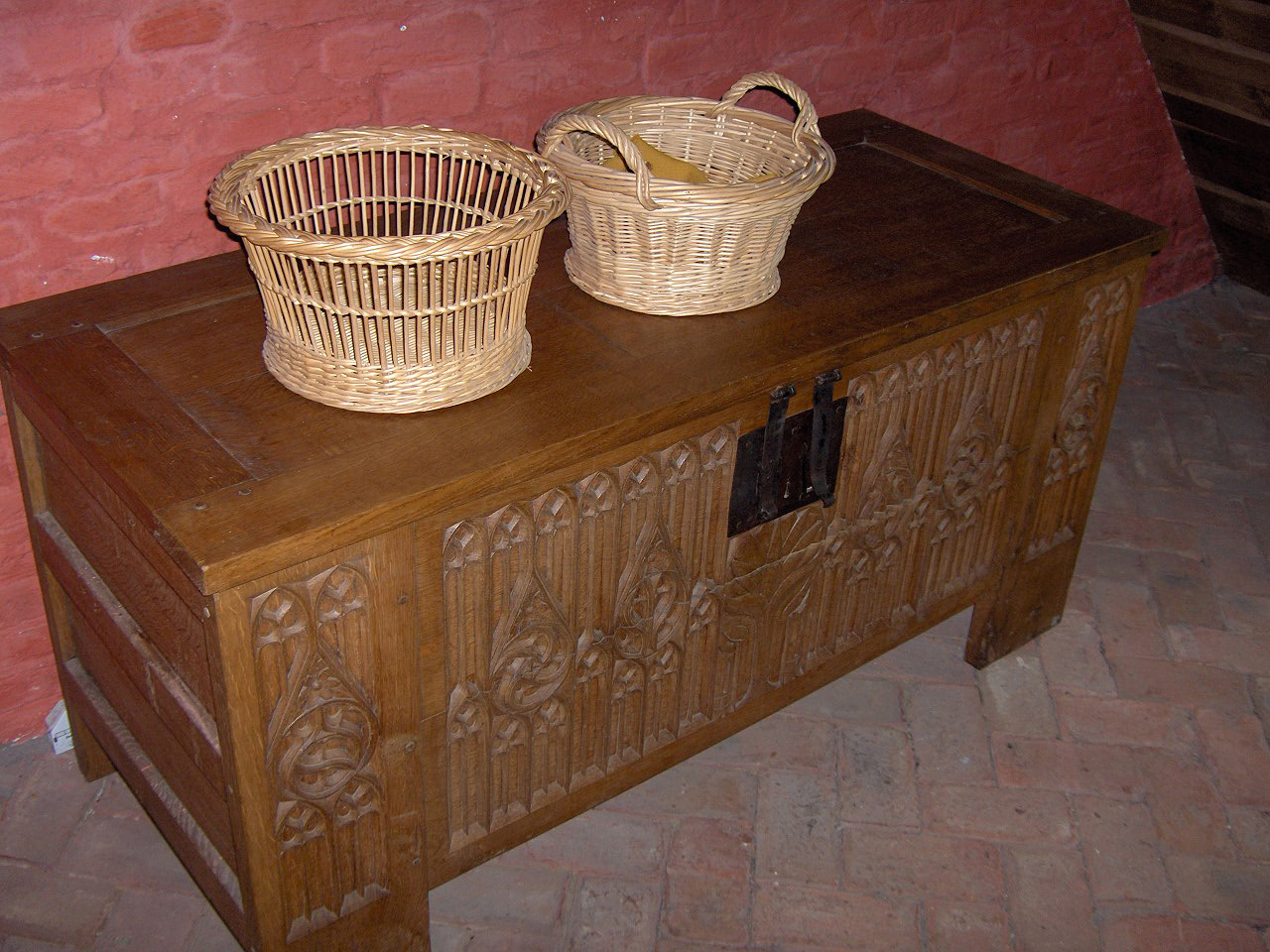
Díszes faláda

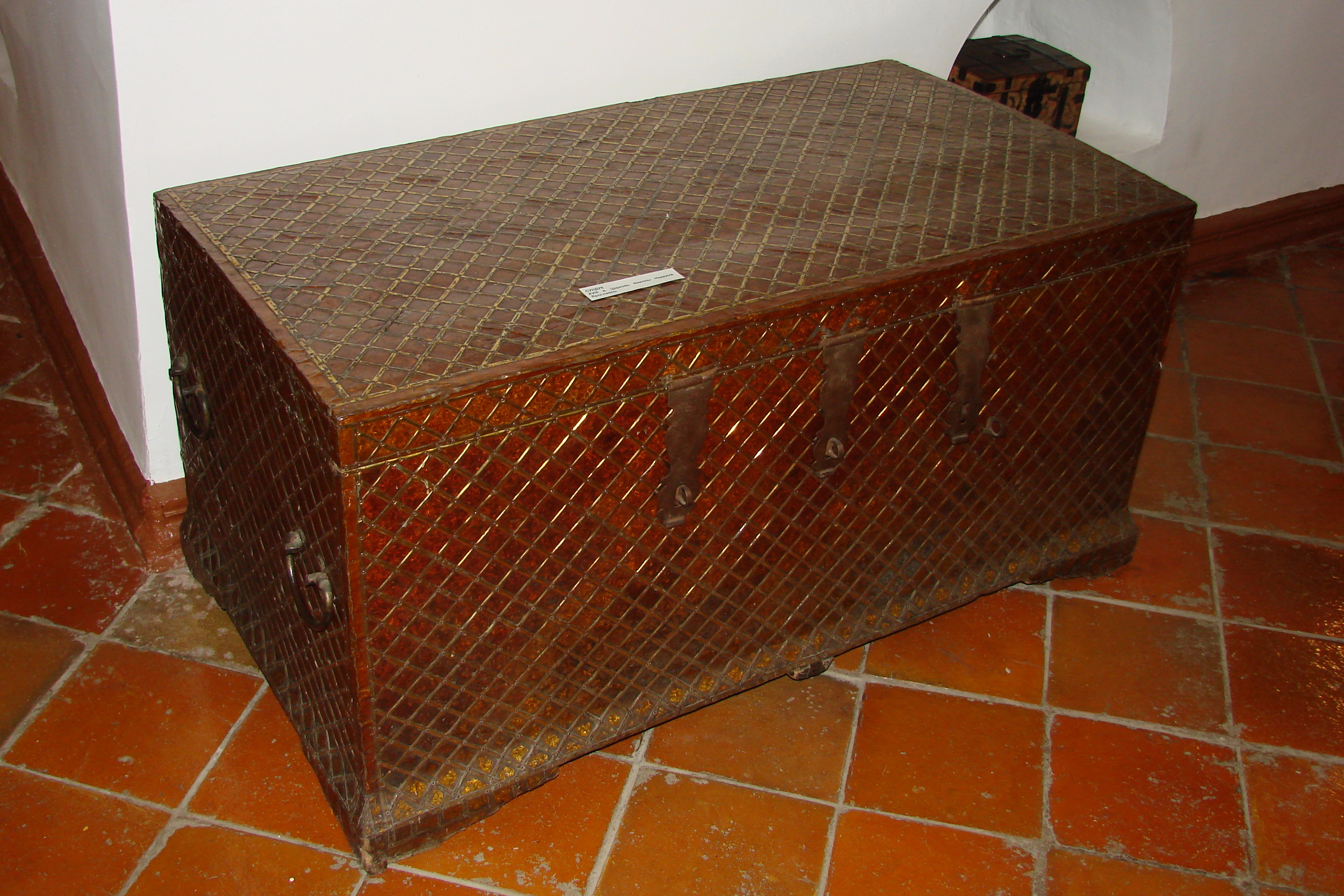
Orosz láda a 18. század]ból

A láda fából vagy fémből készült, helyéből elmozdítható, rendszerint hosszanti alakú, fölfelé nyiló fedéllel ellátott rekesz, szekrény, melyben kisebb, értékesebb használati tárgyakat, kivált pedig ruhát szokás tartani.

## Története
Eredete igen régi. Már az asszíriai domború műveken is fordulnak elő ládák, melyek rájuk szögezett fémpántokkal vannak megerősítve, úgy, hogy a pántok és szögek feje egyszersmind külsejüket díszíti.
A láda, melyben Küpszelosz korintusi királyt anyja megmentette, amely utóbb Héra olimpiai templomában állott, cédrusfából volt, külsejét részben a fájából faragott, részben berakott arany és elefántcsont domború művű alakos ábrázolások díszítették. Pompejiban több vasláda került napvilágra, melyek külsejének szintén a bevert szögek feje szolgált díszül.
A középkorban a láda használata általános volt és egyszersmind ülőbútorul is használták, oldalait gyakran faragványok, berakott munkák, festmények díszítették, felső lapja, melyre párnákat raktak, sima maradt. Nem ritkák azonban az olyanok sem, melyeknek felső lapja szintén díszes.
A XV. században kezdett a láda átalakulni és lassanként belőle fejlődött ki valamennyi szekrényféle bútorunk. A köznépnek ma is kedvelt bútora a láda, s díszítése legjobb alkalmul szolgál a népies díszítő művészet gyakorlatára. Így a magyar köznép ládáján legotthonosabb a magyaros díszítmény, melynek egyik uralkodó elemétől, a tulipántól kapta nevét a tulipános láda.